# Just Dance (игра)
Just Dance (с англ. — «Просто танцуй») — музыкальная игра, разработанная и изданная компанией Ubisoft исключительно для игровой приставки Wii. Релиз состоялся 17 ноября 2009 года в Северной Америке, 26 ноября в Австралии и 27 ноября в Европе. В Just Dance игрок использует стандартный Wii Remote и пытается воспроизвести движения танцора на экране, зарабатывая очки.
Игра Just Dance получила в основном отрицательные отзывы. Её критиковали за упрощённый геймплей, плохое распознавание движений, отсутствие прогрессии и дополнительного контента. Однако упрощённый геймплей в Just Dance хвалили также и за доступность случайной категории игроков. Just Dance принесла крупный коммерческий успех компании Ubisoft, поскольку всего в мире было продано более 4,3 млн копий игры.

## Игровой процесс
Just Dance предполагает одновременное участие в игре до четырёх человек, а также предусматривает три основных режима геймплея: «Classic», «Last One Standing» и «Strike a Pose». «Classic» — режим, в котором игроки выбирают любую дорожку и танцуют, повторяя движения танцора на экране; «Last One Standing» — режим, в котором выбывают игроки, не заработавшие достаточного количества очков либо допустившие слишком много ошибок; и «Strike a Pose» — режим, в котором игроки начинают и прекращают танцевать в соответствии с указаниями на экране. Кроме того, в Just Dance также присутствует режим «Practice», в котором игроки могут просто танцевать без подсчёта очков.

## Разработка

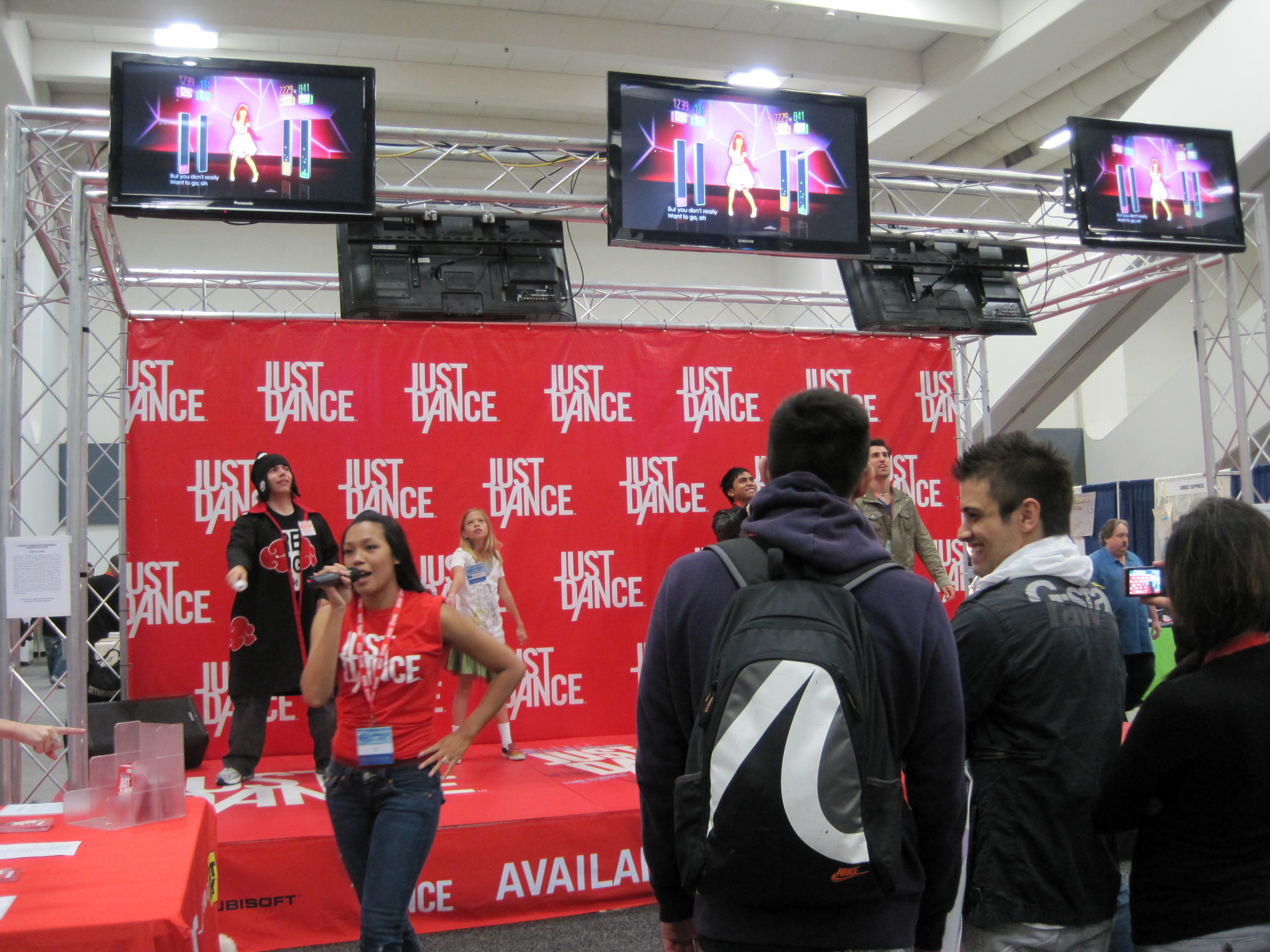
Демостенд Just Dance на WonderCon 2010

Изначально идея создания Just Dance возникла из мини-игры, разработанной для Rayman Raving Rabbids. Ксавье Пуа (фр. Xavier Poix), управляющий директор Ubisoft France, как и его команда, полагали, что контроллеры Wii Remote и Nunchuck прекрасно подойдут для музыкальных игр; в Rayman Raving Rabbids 2 присутствовала музыкальная мини-игра, которую IGN даже сравнивал с Guitar Hero — игроки поначалу трясли своими контроллерами Wii Remote или Nunchuck, когда, наконец, им предложили воспользоваться интерактивными инструментами. Для Rayman Raving Rabbids: TV Party концепция была полностью пересмотрена в пользу создания танцевальной игры, в основе которой находятся базовые позиции. Популярность способствовала совершенствованию концепции проекта, впоследствии развившегося в самостоятельную игру.
Just Dance создавалась в студии Ubisoft Paris командой, состоящей примерно из 20 человек, и была официально представлена за шесть месяцев до предполагаемой даты выпуска. Пуа пояснил, что в отличие от Raving Rabbids, который он называл не иначе как «игрой геймера», Just Dance представляет собой ритмичную основу концептуальной модели с доступной для аудитории системой управления, побуждающей их «[вставать] с дивана и веселиться вместе». Продюсер Ubisoft Флориан Грейнджер (англ. Florian Granger) отмечал, в частности, что Just Dance разработана, чтобы помогать игрокам преодолевать их робость и волнение по отношению к танцу, способствуя пополнению «лексикона» названиями движений, которые можно разучивать в «безопасных условиях», поскольку сама игра выполняет координирующую функцию. Он предавался воспоминаниям, убеждённый в том, что, наверняка, «все помнят, как посещали ночной клуб или школьную дискотеку, где уже через пару часов у кого-то была бутылочка, чтобы встать и танцевать. Большинство парней постоянно с бутылкой пива танцуют или покачивают шеей в такт».
Креативный директор Грегуар Спиллманн (фр. Gregoire Spillmann) утверждал, что танцевальные игры просто инструктируют игроков нажимать кнопки ногами, а не танцевать. Принимая во внимание игроков, использующих в качестве основы для своих собственных танцевальных номеров геймплей Dance Dance Revolution, которую Спиллманн сравнивал с диаметрально противоположной концепцией Just Dance, позволяющей воспроизводить вне игры сами движения, «заложенные» в программу. Команда сознательно приступила к построению игровой механики Just Dance посредством использования Wii Remote, игнорируя такие специализированные аксессуары, как танцевальные платформы, наручные или наножные браслеты, а также приспособление Nunchuck. Спиллманн объяснил, что такие аксессуары были «отвлекающими» и ограничивали движения игроков; например, разработчики сочли короткий шнур Nunchuck ограничивающим возможности, чтобы его вообще можно было использовать, и исключение компонента позволило бы игрокам в меньшей степени сосредоточиться на чёткости движений и больше ощущать то, что они действительно танцуют. Отсутствие специального периферийного устройства также контрастировало с другими музыкальными играми, в которых использовались более сложные и дорогие контроллеры.
В то время как Пуа чувствовал, что его команда разрабатывала потенциально успешную игру, его коллеги из Ubisoft Paris сомневались в Just Dance. Пуа утверждал, будто «многие думали, что вообще ничего не выйдет, поскольку люди не танцуют, либо этого просто было недостаточно, чтобы действительно научиться танцевать». Грейнджер полагал, что команда Just Dance будет «циничной» из-за перенасыщенного рынка казуальных проектов для Wii, однако уловил и «чувство волнения», охватившее разработчиков, поскольку игра основана на выверенном исходном коде таких «заслуживающих внимание» программ, как Dance Dance Revolution, которая использовалась в качестве примера.

## Список композиций
Just Dance включает в себя 32 песни.
| Песня                                        | Исполнитель                              | Год  | Сложность | Усилие | Хореография |
| -------------------------------------------- | ---------------------------------------- | ---- | --------- | ------ | ----------- |
| Acceptable in the 80s                        | Кельвин Харрис                           | 2007 | 3         | 3      | ♀           |
| Bebe                                         | Дивайн Браун                             | 2008 | 2         | 1      | ♀           |
| Can’t Get You Out of My Head                 | Кайли Миноуг                             | 2001 | 2         | 1      | ♀           |
| Cotton-Eyed Joe                              | Rednex                                   | 1994 | 1         | 3      | ♀           |
| DARE                                         | Gorillaz                                 | 2005 | 2         | 1      | ♂           |
| Eye of the Tiger                             | Survivor                                 | 1982 | 1         | 3      | ♀           |
| Fame                                         | Айрин Кара                               | 1980 | 1         | 3      | ♀           |
| Funplex (CSS Remix)                          | The B-52s                                | 2008 | 2         | 2      | ♀           |
| Girls & Boys                                 | Blur                                     | 1994 | 2         | 2      | ♀           |
| Girls Just Want to Have Fun                  | Синди Лопер                              | 1983 | 1         | 2      | ♀           |
| Groove Is in the Heart                       | Deee-Lite                                | 1990 | 3         | 2      | ♀           |
| Heart of Glass                               | Blondie                                  | 1979 | 2         | 1      | ♀           |
| Hot n Cold (Chick Version)                   | Кэти Перри                               | 2008 | 1         | 3      | ♀           |
| I Get Around                                 | The Beach Boys                           | 1964 | 2         | 1      | ♂           |
| I Like to Move It                            | Reel 2 Real при участии The Mad Stuntman | 1994 | 2         | 2      | ♀           |
| Jerk It Out                                  | Caesars                                  | 2003 | 3         | 3      | ♂           |
| Jin-Go-Lo-Ba (Fatboy Slim Remix)             | Бабатунде Олатунджи                      | 2004 | 3         | 2      | ♀           |
| Kids in America                              | Ким Уайлд                                | 1981 | 2         | 2      | ♀           |
| Le Freak                                     | Chic                                     | 1978 | 2         | 1      | ♀           |
| A Little Less Conversation (Junkie XL Remix) | Элвис Пресли                             | 2002 | 2         | 2      | ♂           |
| Louie Louie                                  | Игги Поп                                 | 1993 | 1         | 3      | ♂           |
| Lump                                         | PUSA                                     | 1995 | 1         | 3      | ♀           |
| Mashed Potato Time                           | Ди Ди Шарп                               | 1962 | 1         | 1      | ♀           |
| Pump Up the Jam                              | Technotronic                             | 1989 | 2         | 3      | ♂           |
| Ring My Bell                                 | Анита Уорд                               | 1979 | 2         | 1      | ♀           |
| Step by Step                                 | New Kids on the Block                    | 1990 | 2         | 2      | ♂           |
| Surfin’ Bird                                 | The Trashmen                             | 1963 | 1         | 3      | ♂           |
| That’s the Way (I Like It)                   | KC and the Sunshine Band                 | 1975 | 3         | 1      | ♂           |
| U Can’t Touch This                           | MC Hammer                                | 1990 | 2         | 3      | ♂           |
| Wannabe                                      | Spice Girls                              | 1996 | 1         | 2      | ♀           |
| Who Let the Dogs Out?                        | Baha Men                                 | 2000 | 3         | 2      | ♂           |
| Womanizer                                    | Бритни Спирс                             | 2008 | 2         | 1      | ♀           |

## Критика
| Сводный рейтинг       | Сводный рейтинг |
| Агрегатор             | Оценка          |
| --------------------- | --------------- |
| GameRankings          | 48,41 %         |
| Metacritic            | 49/100          |
| Иноязычные издания    |                 |
| Издание               | Оценка          |
| GameSpot              | 5,5/10          |
| IGN                   | 2,0/10          |
| Nintendo World Report | 6,5/10          |

Реакция критиков на игру была негативной, средний рейтинг на сайте-агрегаторе GameRankings составил 48,41 % (на основе 17 рецензий), Metacritic — 49 % (на основе 21 рецензии), что в целом указывает на «неблагоприятный» приём.
GameSpot относительно позитивно воспринял Just Dance, причём похвалил за простой игровой процесс и отметил, что танцевальные номера были «весёлыми, а иногда уморительными». Однако в режиме распознавания движений она считалась «разочаровывающей и неблагодарной», сама игра также подверглась резкой критике из-за графики, а также отсутствия карьерного роста и загружаемого контента. Just Dance получила 5,5 из 10 баллов от GameSpot, отметившим к тому же, что она наилучшим образом подойдёт участникам командной игры, которые «[двигаются] в подобии глупых танцев, смеются над ошибками друг друга и подпевают под дрянные поп-мелодии».
Nintendo World Report находил саундтрек к игре «забавным», но «сырым». Минималистичный дизайн пользовательского интерфейса описывался как «красочный», в то время как внешний вид танцующих на экране силуэтов напоминал рекламу iPod. Отмечалось также, что пиктограммы, дополнительно использовавшиеся для обозначения движений, иногда противоречили инструкциям экранного танцора, создавая путаницу. В заключение было высказано мнение, что Just Dance была «очень грубой, но многообещающей, особенно, если играть с друзьями».
IGN считал, что Just Dance — это «опыт, настолько лишённый глубины или даже базовых концепций игры, что его можно рассматривать как плагиат». Среди недостатков отмечалась ключевая особенность игрового процесса, состоящего из «небрежного» распознавания движений, отсутствие вариаций и разблокируемого контента, и даже упоминание одноимённой песни Леди Гаги в названии игры. IGN призывал читателей не покупать, не давать напрокат и вообще не думать о Just Dance, «дабы кто-нибудь в Ubisoft об этом не узнал, и они не создали бы ещё Just Dance 2».
Невзирая на отзывы, Just Dance принесла крупный коммерческий успех для Ubisoft. Долгое время она считалась самой продаваемой видеоигрой в Великобритании, а в марте 2010 года было объявлено о продаже 2 млн копий Just Dance по всему миру, причём уже в октябре того же года количество превысило 4,3 млн.

## Наследие
Успех Just Dance привёл к созданию сиквела, выпущенного в октябре 2010 года, в котором присутствовали новые функции и усовершенствования, улучшена система распознавания движений, добавлены новые игровые режимы, а также появилась поддержка загружаемого контента. Продажи Just Dance 2 превзошли продажи оригинала: более чем 5 млн копий разошлись по состоянию на январь 2011 года, и к тому времени это был самая продаваемая игра от стороннего разработчика для Wii. Лоран Деток (фр. Laurent Detoc), генеральный директор компании Ubisoft в Северной Америке, заявил, что это достижение «способствовало укреплению бренда Just Dance как феномена поп-культуры». Пуа полагал, что у Ubisoft имеются возможности для стремительного развития Just Dance, хотя поначалу разработчики имели сомнения относительно продолжения. «После первого [релиза] мы думали, что, может быть, будет второй, и тогда все закончится», — вспоминал Пуа.
Выпуск контроллеров движения конкурентами Wii для седьмого поколения консолей — PlayStation Move для PlayStation 3 и Kinect для Xbox 360, способствовал появлению похожих танцевальных проектов с аналогичной системой управления, среди которых Dance Central, Dance Evolution, Dance Paradise и SingStar Dance. В вышедшей в 2010 году версии для Wii Dance Dance Revolution появился новый режим, сочетающий в себе традиционный игровой процесс с танцевальной платформой и хореографическими жестами, выполняемыми посредством Wii Remote и Nunchuck; в своём обзоре IGN назвал «устаревшей» танцевальную платформу в управляемых движениями играх.
Just Dance 3 включала версии для PlayStation 3, Xbox 360 и Wii, и в конечном счёте стала второй самой продаваемой видеоигрой 2011 года, уступая лишь Call of Duty: Modern Warfare 3. Тони Кей (англ. Tony Key), старший вице-президент Ubisoft по продажам и маркетингу, похвалил Dance Central за доказательство жизнеспособности танцевальных проектов для Kinect, однако, по его мнению, как бренд, Just Dance стал «джаггернаутом, выходящим за рамки всего, что когда-либо делала любая танцевальная франшиза». На октябрь 2013 года было продано более 40 млн экземпляров всех игр, вышедших под брендом Just Dance, что сделало серию второй по популярности франшизой Ubisoft после Assassin’s Creed.

## Комментарии
1. ↑  Стилизованное исполнение песни Айрин Кары в караоке.
2. ↑  Песня Бритни Спирс, представленная в сборнике музыки для занятий спортом The Gym All-Stars.